# Acción del 25 de enero de 1797
La acción del 25 de enero de 1797 fue una batalla naval menor ocurrida durante las Guerras revolucionarias francesas y enmarcada dentro de la Guerra anglo-española de 1796-1802. Tuvo lugar en el Golfo de Cádiz cuando el navío de línea español San Francisco de Asís fue atacado y perseguido durante varias horas por un escuadrón británico comandado por el oficial George Stewart y formado por tres fragatas de 5.ª clase y una corbeta de 6.ª clase. Tras un intercambio de fuego intermitente pero feroz, las naves inglesas seriamente dañadas fueron forzadas finalmente a retirarse. Por su parte, el San Francisco de Asís, que sólo sufrió daños menores, fue capaz de retornar a Cádiz sin mayores problemas. El comandante del navío, capitán Alonso de Torres y Guerra, fue ascendido por su hazaña.

## Antecedentes
Españoles y británicos, que habían sido aliados contra la Francia revolucionaria hasta el Tratado de Basilea, se convirtieron en enemigos cuando España se alineó con Francia en el Tratado de San Ildefonso de 1796. Al estallar la guerra entre ambos países, los ingleses se retiraron del Mediterráneo y se posicionaron en la costa atlántica de la península ibérica, desde el Cabo de Finisterre hasta Gibraltar. El almirante John Jervis, comandante de la Flota del Mediterráneo, situó su base en Lisboa con la orden del almirantazgo de "... aprovechar cualquier oportunidad para hostigar al enemigo", además de proteger el comercio británico con las colonias.
El invierno de 1796 a 1797 fue uno de los más tormentosos del siglo XVIII. La Royal Navy perdió dos navíos de línea, el HMS Courageux en un naufragio en Gibraltar y el HMS Bombay Castle hundido en la desembocadura del río Tajo, así como dos fragatas. Una expedición francesa enviada a Irlanda para ayudar a los rebeldes de la Society of the United Irishmen contra el gobierno inglés también fracasó debido a las tormentas. La Armada Española sufrió de igual manera aquel tormentoso invierno y su navío de línea de 74 cañones, el San Francisco de Asís, anclado en la Bahía de Cádiz y comandado por el capitán Alonso de Torres y Guerra para proteger la llegada de los barcos mercantes procedentes de América, fue golpeado por una tormenta, desanclado de su fondeadero y obligado a salir a mar abierto.

## La batalla
Al amanecer del 25 de enero, el navío San Francisco de Asis, que se encontraba en labores de patrulla navegando en paralelo a la costa de Cádiz y a unas 11 leguas de distancia de ésta, divisó cuatro navíos desconocidos que se aproximaban y, ante la falta de repuesta a sus señales, la tripulación del San Francisco de Asís se puso en estado alerta. El capitán del barco español, Alonso de Torres y Guerra, aún no lo sabía, pero se trataba de las fragatas inglesas Lively, Niger y Meleager acompañadas de una corbeta. Los hechos que sucedieron a continuación son narrados en la Gaceta de Madrid de fecha 7 de febrero de 1797:

Empezaron estos a perseguir al Asís, confiados en su ventaja de vela y superioridad de fuerzas, pues muy luego se conoció que consistían en dos fragatas de 40 cañones, otra de 34 y una corbeta de 28, las cuales a la una del día estaban a tiro de cañón, y entonces afirmó el navío Asís su pabellón español, preparado ya para un combate tan desigual.

Correspondieron los enemigos largando sus banderas inglesas, y rompió el fuego el navío Asís, que se batió en retirada sin intermisión hasta las 4, sufriendo el de dos fragatas que alternativamente lo batían a metralla, dirigiendo él sus tiros con sólo los cuatro guarda-timones de ambas baterías con viveza y acierto, y dando de tiempo en tiempo una orzada o arribada para presentarles el costado, cuyas descargas no pudieron resistir, obligándolas en estos casos a arribar por el daño y averías que sufrían.
Separáronse las fragatas del combate a las 4, y habiendo consultado entre sí los comandantes ingleses volvieron a combatir a las 4 y media, y prosiguieron hasta las 5 que se retiraron.

La proximidad de la noche, y la situación de quedar empeñado en la costa entre Huelva y Ayamonte, determinaron al Comandante del Asís a virar de vuelta del E resuelto a pasar entre los enemigos batiéndolos por ambas bandas; pero estos viendo tal resolución arribaron, y se pusieron en huida, lográndola a favor de la oscuridad de la noche
Gaceta de Madrid, N.º11, página 105, 7 de febrero de 1797

## Consecuencias

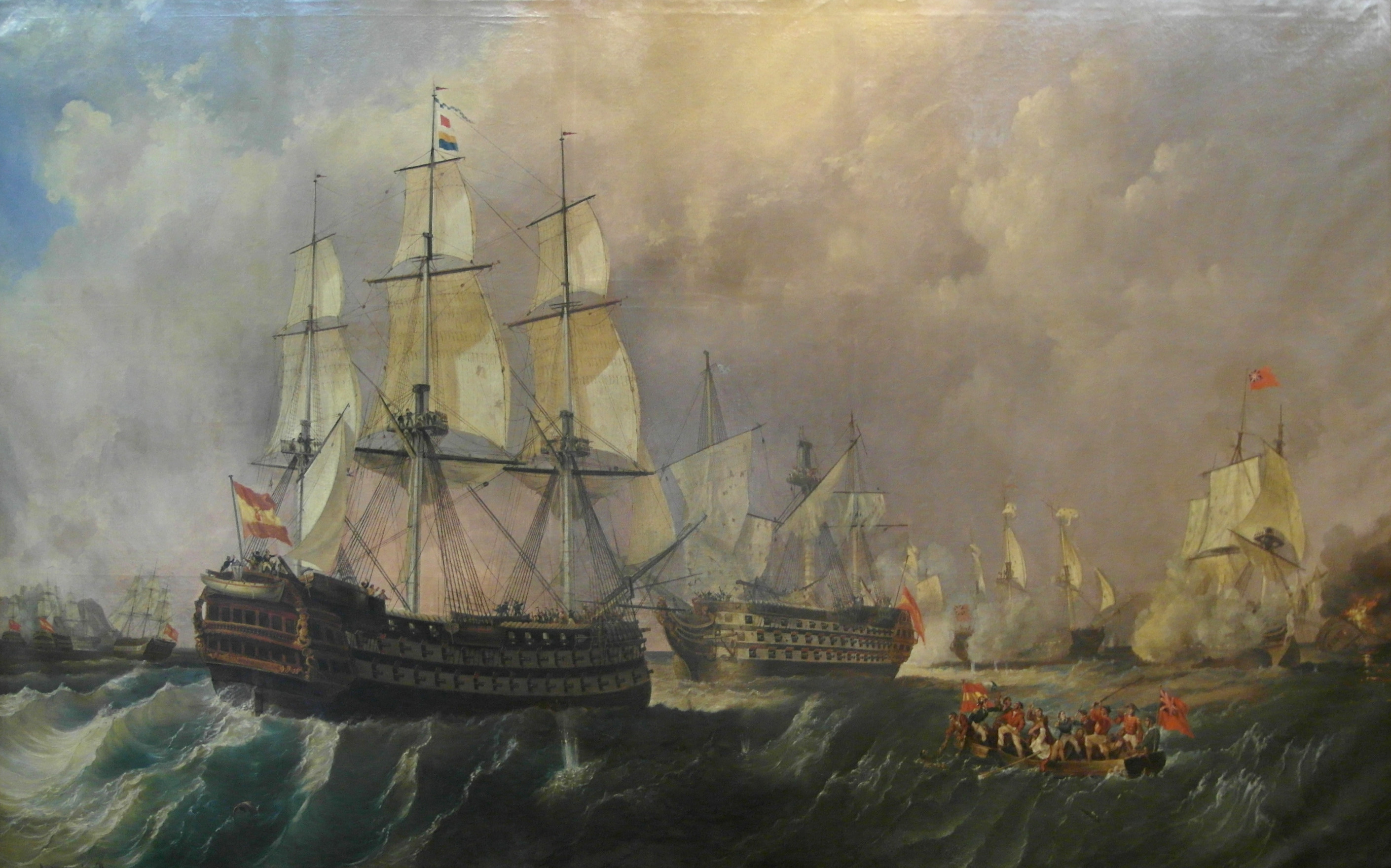
El lienzo de Antonio de Brugada representa un navío español acudiendo en auxilio a otro navío durante la batalla del Cabo de San Vicente, que supuso una grave derrota para la Armada Española.

El San Francisco de Asís tuvo un total de 14 bajas (2 hombres muertos y 12 heridos) y recibió un impacto en su palo mayor, además de daños menores en las jarcias y el casco. El barco fue reparado y el 14 de febrero de ese mismo año tomó parte en la Batalla del Cabo de San Vicente.
El número de bajas y los daños sufridos por los barcos británicos se desconocen hoy en día, aunque se cree que al menos una de las fragatas resultó seriamente dañada y la acción no es mencionada por ninguna fuente inglesa, a pesar de que durante las guerras revolucionarias y napoleónicas no fue un hecho muy corriente que un solo navío saliera victorioso de un enfrentamiento contra un escuadrón de fragatas bien armadas.
Como recompensa por su victoria, al capitán Alonso de Torres y Guerra se le concedió la encomienda del Corral de Calatrava perteneciente a la Orden de Alcántara, la cual conllevaba además el título de caballero y una renta de 15.800 reales. 
Por otra parte, la carrera del comandante George Stewart no se vio afectada por este fracaso e incluso fue elegido por el almirante Jervis para llevar a Inglaterra la buena nueva de la victoria en el cabo de San Vicente.